# Insolação
Insolação ou golpe de calor é um tipo grave de doença por calor que resulta numa temperatura corporal superior a 40 ºC e estado de confusão. Entre outros possíveis sintomas estão pele vermelha, seca ou húmida, dores de cabeça e tonturas.
A condição pode ser de início súbito ou gradual.
Entre as possíveis complicações estão crises epilépticas, rabdomiólise ou insuficiência renal.

## Causas
A insolação é causada pela presença de temperaturas externas elevadas ou exaustão física. Entre os fatores de risco estão a ocorrência de ondas de calor, ambientes de elevada humidade, alguns medicamentos como os diuréticos, betabloqueadores, consumo de álcool, doenças cardiovasculares ou algumas doenças da pele. Os casos que não estão associados a exaustão física geralmente ocorrem em pessoas em extremos etários ou com problemas de saúde crónicos.

## Diagnóstico
O diagnóstico baseia-se na avaliação dos sintomas. A insolação é um tipo de hipertermia. É diferente de uma febre, em que o aumento do ponto de regulação da temperatura é fisiológico.

## Prevenção
Entre as medidas de prevenção estão:
Não ficar exposto ao sol nem em zonas aquecidas, não deixar pessoas sob o sol ou em áreas aquecidas (por exemplo: bebês, ou qualquer outra pessoa, em carros quentes), a ingestão de líquidos frios (como água e bebidas isotônicas), vestir-se com roupas leves e de cor clara, e com roupa que dê sombra na cabeça (bonés, chapéus, panos, etc.), diminuir as tarefas e exercícios físicos e pará-los de um certo ponto de calor, uso de ventiladores e ar condicionado, não comer alimentos quentes (como aqueles que são muito gordurosos ou picantes), aumentar as precauções em pessoas vulneráveis (idosos, bebês, doentes, etc.), aclimatar-se às zonas quentes, proteger-se das queimaduras solares, refrescar-se periodicamente com líquidos ou ar frescos, e dormir corretamente e sem cobertura excessiva.

## Primeiros socorros
Vários tipos de atenção imediata para as vítimas de golpe de calor são conhecidos:
Primeiramente, levar o paciente para um lugar fresco e à sombra, afastando-o do calor e do sol, fazer uma ligação para os serviços médicos de emergência, parar qualquer outra possível causa do golpe de calor além da exposição ao sol (por exemplo, exercício físico), retirar do paciente o excesso de roupas e cobertores (mantas, etc., pode ficar parcialmente nu se necessário), e dar ao paciente bebida fria adequada se está consciente.
É importante esfriar o paciente com água fria, pois seria fortemente aquecido. Para conseguir isso, panos (de tecido ou papel) embebidos em água fria (ou cubos de gelo) podem ser colocadso em pontos corporais que afetam a temperatura (principalmente a cabeça, o pescoço e as axilas, embora também outros). O método mais direto é a imersão do paciente em água doce. Mas devemos garantir que sua cabeça seja mantida fora da água (porque ele está desbotado), e não esquecer que um paciente abandonado com umidade fria pode ir para o extremo oposto e ficar constipado. O paciente também pode ser esfriado do seu excesso de calor com ar fresco (como o de um ventilador, um ventilador ou ar condicionado). Se o paciente está embebido em água, o resfriamento do ar seria maior. 
Quando a vítima esteja inconsciente, realizar um processo de reanimação, para verificar se ela tem um pulso e respira, e aplicar suas manobras de reanimação, se necessário. Se o paciente tem pulso e respira, mas está desmaiado e pode vomitar, estaria deitado de lado (posição de segurança) no lado direito (em mulheres grávidas de aproximadamente 7 meses e meio, recomenda-se que eles permaneçam do lado esquerdo para impedir que o feto compartilhe a veia cava). 

## Tratamento médico
A condição é uma emergência médica que requer transporte imediato para o hospital.  O tratamento consiste no rápido arrefecimento do corpo e em cuidados de apoio. Os métodos de arrefecimento recomendados incluem borrifar a pessoa com água fresca e colocá-la sob uma ventoinha, colocar a pessoa em água gelada ou administrar fluídos frios por via intravenosa. Em caso de emergência, até ser transportada para o hospital recomenda-se que vítima seja deitada em local arejado e à sombra, com cabeça elevada e roupa desapertada, e colocadas compressas frias na cabeça. Se a vítima estiver consciente pode ser dada a beber águas fresca; se estiver inconsciente deve ser colocada na posição lateral de segurança. Embora dispor acumuladores térmicos à volta da pessoa possa ser razoável, não é uma medida que seja recomendada por rotina.

## Epidemiologia e cultura
Nos Estados Unidos, a insolação é a causa de 600 mortes por ano. Entre 1995 e 2015 a frequência de casos tem vindo a aumentar. Em pessoas com insolação induzida por exercício físico, o risco de morte é inferior a 5%, enquanto nos casos em que não é induzida por exercício o risco de morte pode chegar aos 65%.